# Třibřichy
Třibřichy (en allemand : Tribrich) est une commune du district de Chrudim, dans la région de Pardubice, en République tchèque. Sa population s'élevait à 292 habitants en 2022.

## Géographie
Třibřichy se trouve à 5 km à l'ouest-nord-ouest de Chrudim, à 9 km au sud-sud-ouest de Pardubice et à 94 km à l'est-sud-est de Prague.
La commune est limitée par Čepí et Dřenice au nord, par Chrudim à l'est et au sud-est, par Bylany au sud-ouest et par Rozhovice à l'ouest.

## Histoire
La première mention écrite de la localité date de 1415.

## Galerie

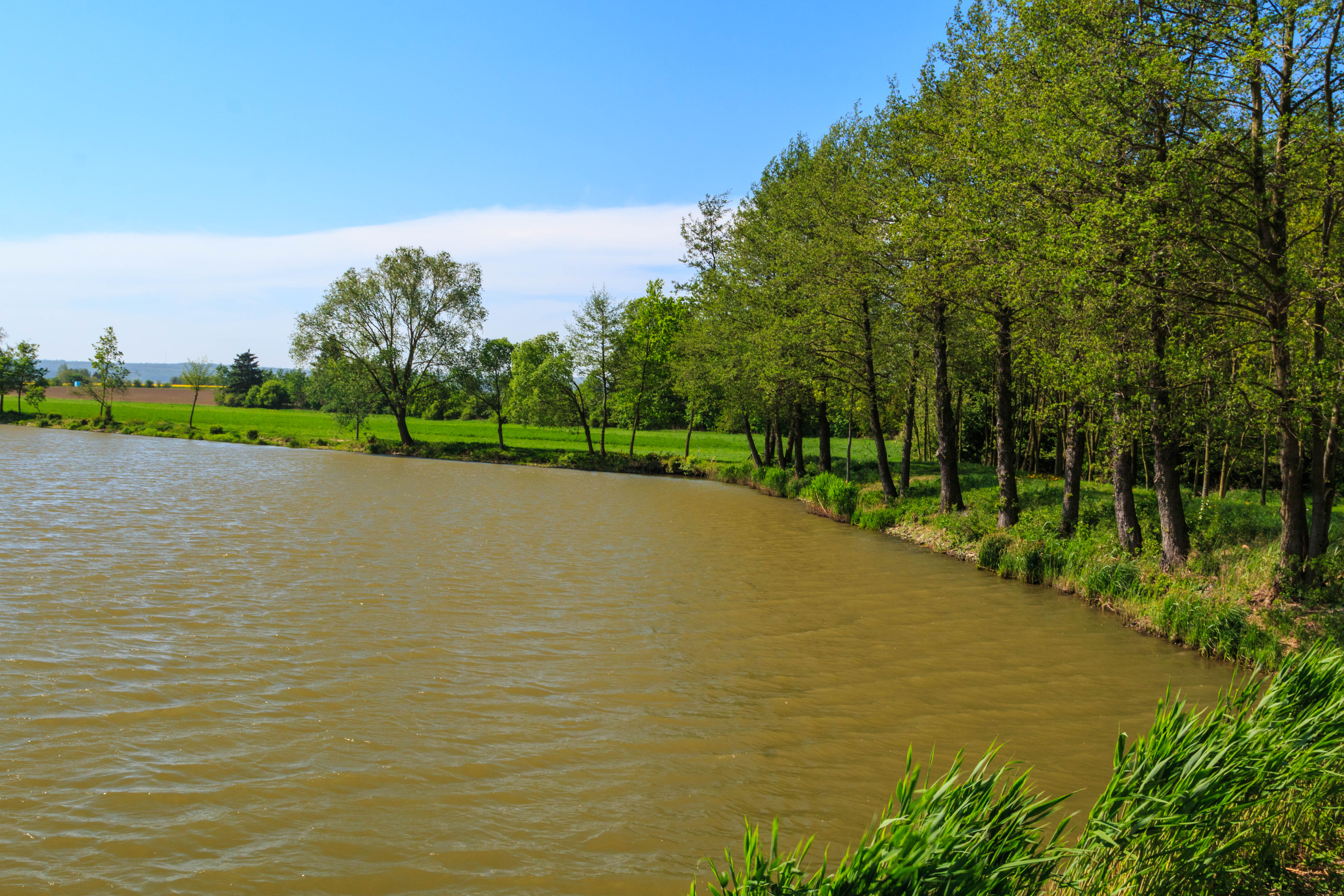
Étang à Třibřichy.
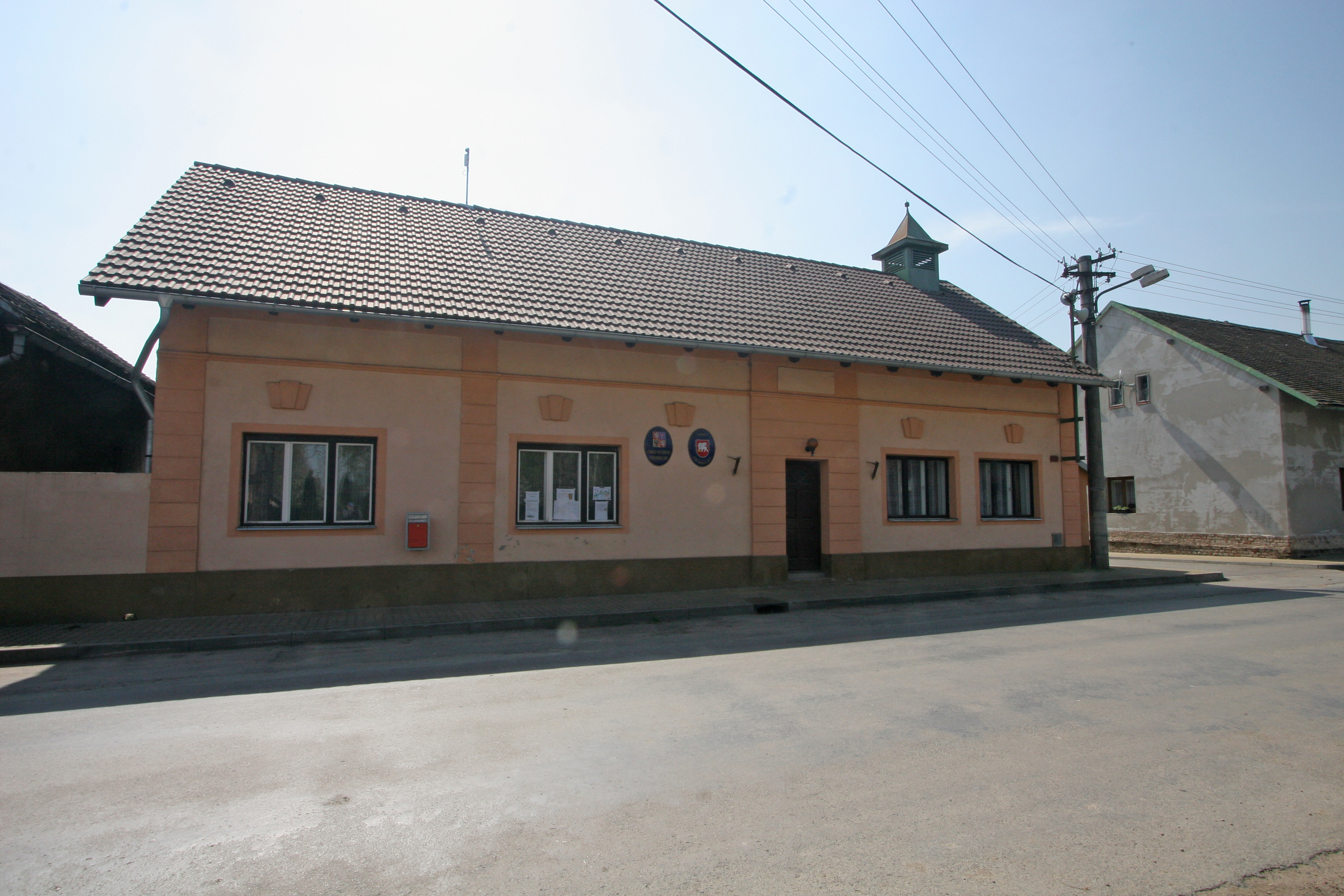
Třibřichy : la mairie.

## Transports
Par la route, Třibřichy se trouve à 6 km de Chrudim, à 10 km de Pardubice et à 118 km de Prague.